# Andra Farhad
Andra Handola Farhad, född 1 maj 1993 i Köping, Sverige, är en svensk företagare och investeringsprofil.

## Biografi
Farhad är uppvuxen i Fittja i Botkyrka kommun, och köpte sin första aktie när hon var 15 år. Som 21-åring hade hon sparat ihop till sin första miljon. Människor runt omkring henne frågade om hur man gör för att investera, varpå Farhad satte ihop en kurs som gavs i Ungdomens hus i Alby. Hon blev kontaktad av nätbanken Nordnet och började hålla sina kurser i deras lokaler, och detta ledde till att hon skapade utbildningsplattformen Börshajen samt det egna företaget Börshajen AB som utbildar privatpersoner i sparande och investeringar. Farhad har medverkat i TV4 Nyhetsmorgon och har i TV-rutan gett råd inom privatekonomi. År 2023 var hon en av ledamöterna i juryn för SvD Affärsbragd.
I november 2021 gav hon ut boken Haja Börsen som ger vägledning om investeringar i bland annat aktier och fonder.
Hösten 2022 följde hon upp med boken Framgång: andras lärdomar och egna insikter.

## Utmärkelser
- 2017 – Utmärkelsen Kompassrosen från Konungens Stiftelse Ungt Ledarskap för att hon ”med varm karisma och stor omtanke öppnar dörrar till en ny ekonomisk värld åt de som själva inte haft mod till förändring.”[8]
- 2019 – Utmärkelsen "Årets svensk" av nyhetsmagasinet Fokus i kategori ekonomi med motiveringen att hon ”lyckats inspirera stora grupper att ta makt över sina egna privatekonomier och därmed över sina egna liv”.[9][10]